# لیوان لوپز
لیوان لوپز (به اسپانیایی: Liván López‎؛ زادهٔ ۲۴ ژانویه ۱۹۸۲) یک کشتی‌گیر کوبایی است که در دسته‌های ۶۶ و ۷۴ کیلوگرم کشتی آزاد رقابت کرده است. او برندهٔ مدال برنز المپیک ۲۰۱۲ لندن، نایب‌قهرمان مسابقات قهرمانی کشتی جهان ۲۰۱۳ و دارای دو مدال برنز مسابقات قهرمانی کشتی جهان ۲۰۱۱ و ۲۰۱۴ است. در المپیک ۲۰۱۲ لندن او در دور اول مهدی تقوی کشتی‌گیر ایرانی را شکست داد.

وی در سال ۲۰۱۶ میلادی در المپیک ۲۰۱۶ ریو در وزن ۷۴ کیلو حاضر بود که در دور اول تایموراز فریف از اسپانیا را شکست داد اما در دور بعد از گلیم خام یوسربایف کشتی گیر قزاقستانی شکست خورد و از دور رقابت ها کنار رفت.